# Synagogue de Wintzenheim
La synagogue de Wintzenheim est un monument historique situé à Wintzenheim, dans le département français du Haut-Rhin.

## Localisation
Ce bâtiment est situé au 1, rue de la Synagogue à Wintzenheim.

## Historique
L'édifice fait l'objet d'une inscription au titre des monuments historiques depuis 1995.